# حديث عيسى بن هشام
حديث عيسى بن هشام أو فترة من الزمن هو عمل أدبي لمحمد المويلحي نُشر لأول مرة في شكل سلسلة بين أبريل 1898 وأغسطس 1903 في جريدة مصباح الشرق المصرية. جُمعت هذه الأعمال المتسلسلة ونُشرت في كتاب عام 1907.
غالبًا ما قدمت الحلقات المنشورة بشكل متسلسل تعليقًا سياسيًا ساخرًا على غرار مجلة أبو نضارة ليعقوب صنوع وكتابات عبد الله النديم التنكيت والتبكيت.
يتميز العمل بالجمع بين الأساليب القديمة والجديدة. ويأخذ شكل المقامة، وهو شكل كلاسيكي من الأدب العربي يعود تاريخه إلى القرن العاشر، وبطله وشخصيته هو عيسى بن هشام - بطل رواية المقامة البغدادية الكلاسيكية لبديع الزمان الهمذاني. يتجول عيسى بن هشام في القصة في مقبرة للتأمل ويواجه باشا عثماني بُعث من بين الأموات. ومن خلال رحلتهما معًا، يثير المويلحي انتقادات للمجتمع المصري ويعلق على التغييرات والإصلاحات التي أثرت عليه في الفترة الأخيرة من الإمبراطورية العثمانية، في النظام القضائي والشرطة والتعليم والمسرح وفي مجالات أخرى. وكانت إحدى القضايا التي تناولهاال مويلحي هي مسألة الأصالة والحداثة.
يعتبر هذا الكتاب هو الكتاب الوحيد غير القرآن الذي قرأه والد نجيب محفوظ.